# 三岳寺 (小城市)
三岳寺（さんがくじ）は、佐賀県小城市小城町池上にある臨済宗南禅寺派の寺院。山号は医王山（いおうさん）、中興は徳川家康の側近三要元佶（閑室）。

## 歴史
当寺は元来、天台宗の寺院で、寺号は「三津寺」と号し、永仁年間（1293-1298）に大智和尚によって開かれたと伝わる。
後世、佐賀藩祖鍋島直茂、初代藩主鍋島勝茂父子が、関ヶ原の戦いで西軍に与し、改易の危機に瀕していたが、小城郡晴気の出身で、徳川家康の側近として仕えていた高僧三要元佶（足利学校第9代庠主、円光寺住職）の尽力で、罪を赦された。直茂・勝茂父子は、三要元佶の尽力に感謝し、慶長年間（1596-1614）に、三津寺を臨済宗に改宗させ、寺領120石を添えて寄進した。寺は、医王山三岳寺と改称し、現在に至っている。

## 文化財
- 閑室元佶肖像（佐賀県指定重要文化財）